# Borje pri Mlinšah
Borje pri Mlinšah je naselje v Občini Zagorje ob Savi.